# Daily Express
Der Daily Express ist eine britische Boulevardzeitung. Die politische Ausrichtung des Blattes ist nationalkonservativ. Verlagssitz ist London.
Die Sonntagsausgabe der Zeitung erscheint unter dem Namen Sunday Express.

## Geschichte
Der Daily Express wurde 1900 von Arthur Pearson (1866–1921) gegründet und sollte die Daily Mail nachahmen. Max Aitken, 1. Baron Beaverbrook erwarb die Zeitung.
Der bekannte Journalist und Propagandist Sefton Delmer leitete 15 Jahre das Auslandsressort dieser zeitweilig weltweit auflagenstärksten Zeitung. Der Verleger Max Aitken, 1. Baron Beaverbrook wurde Eigentümer des Daily Express.
Von 2000 bis Februar 2018 befand sich der Daily Express im Besitz von Richard Desmond. Trinity Mirror erwarb von Desmond die Zeitung Daily Express. Anfang 2015 brach der Daily Express seine jahrzehntelange Unterstützung der Conservative Party ab und schwenkte auf die Linie der UK Independence Party (UKIP) ein, die bei der Europawahl 2014 zur stärksten Partei im Vereinigten Königreich aufgestiegen war. Der Verleger Richard Desmond ist einer der Großspender der UKIP.
Nach dem Verkauf des Daily Express im Februar 2018 unterstützte die Zeitung wiederum die Conservative Party, unter anderem 2022 Liz Truss in ihrem Parteiwahlkampf.

## Auflagenentwicklung
Der Rückgang der Auflage ist beim Daily Express steiler als bei jeder anderen landesweit verbreiteten britischen Zeitung. Von der Mitte der 1950er Jahre bis zur Mitte der 1960er Jahre lag die Auflage bei rund 4,5 Millionen Exemplaren. Im Jahre 2016 war sie auf rund 415.000 Exemplare gefallen. Das sind nur noch rund 9 % der Auflage 50 Jahre zuvor. Die Hoffnung, durch das Einschwenken auf die Linie der UKIP die Auflage stabilisieren zu können, erfüllte sich (noch) nicht.

## Der Daily Express in der revisionistischen Geschichtsinterpretation
Im deutschsprachigen Raum ist der Daily Express auch durch eine Schlagzeile vom 24. März 1933 bekannt. In ihr hieß es „Judea Declares War on Germany“ („Judäa erklärt Deutschland den Krieg“). Dies wird heute in der rechtsextremen revisionistischen Szene mitunter als „jüdische Kriegserklärung“ ausgegeben.